# ライク・サムワン・イン・ラブ
『ライク・サムワン・イン・ラブ』（Like Someone in Love）は2012年9月15日日本公開の日本・フランス共同製作映画。監督はイランの巨匠アッバス・キアロスタミで、全編日本国内を舞台として撮影された日本語による映画である。第65回カンヌ国際映画祭コンペティション部門正式招待作品。第22回日本映画プロフェッショナル大賞 大賞ベスト10 第5位を受賞した。
84歳の元大学教授と、デートクラブで働く女子大生、女子大生の恋人である青年の3人を中心に愛を描く。主人公の教授を演じる奥野匡は、84歳にして初の主演作となった。

## 物語
デートクラブから派遣された明子は、タクシーである男の家に向かう。彼女のことばを信じて駅のベンチで待つ祖母に心で詫びながら、明子は目的地である元教授、タカシの家についた。タカシは高齢ながら女性の扱いは不得手であり、明子の機嫌をとろうとサービスにつとめるが、当の明子は疲れ果ててそうそうにベッドで眠ってしまう。それでも翌日、タカシは彼女を通っている大学に車で送り届ける。大学で明子を待っていたのは、怒号を浴びせかける恋人の樋口だった。樋口をなだめようとしたタカシは、なりゆきで明子の祖父をよそおって彼の気持ちをおさめる。だが一度は何事もなくすんだ事態も、タカシの「嘘」がきっかけとなって悪化、樋口はタカシの自宅に投石し殴り込むのだった。

## キャスト
- 渡辺タカシ - 奥野匡
- 鈴木明子 - 高梨臨
- 樋口ノリアキ - 加瀬亮
- ヒロシ - でんでん
- 隣のおばあさん - 鈴木美保子
- 明子の祖母 - 窪田かね子
- 教え子 - 岸博之
- なぎさ - 森レイ子
- タクシー運転手 - 大堀こういち
- 整備工 - 辰巳智秋
- なぎさの友人 - 春日井静奈

## スタッフ
- 監督・脚本：アッバス・キアロスタミ
- プロデューサー：堀越謙三、マラン・カルミッツ
- アソシエイト・プロデューサー：ナタナエル・カルミッツ、シャルル・ギリベール
- 撮影監督：柳島克己
- 助監督：田澤裕一
- 編集：バーマン・キアロスタミ
- 編集助手：横山昌吾
- 美術：磯見俊裕
- サウンドデザイン：菊地信之
- 製作：ユーロスペース、MK2
- 配給：ユーロスペース
- 国際共同制作助成：文化庁、Centre National du cinéma et de l'image animée

## 製作
本作はキアロスタミ作品としては初めて日本を舞台として撮影され、タイトルは当初仮タイトルとして『The End』と発表されていた。
製作費2億円のうち500万円を、インターネット上で資金調達を行う仕組みであるクラウドファンディングのMotionGalleryで一般から投資を募り、215人から536万4,501円を得ている。5万円以上を寄付した購入者は特典として撮影現場に招待され、エキストラとして出演している。
全てのキャスティングは有名無名を問わずオーディションで選ばれた。2011年2月の時点では主演女優に宮崎あおいがキャスティングされたとアメリカの『Variety』誌が報じたが、後に高梨臨と発表された。また、相手役となる大学教授役は、「60代のインテリ男性」を一般公募していたが、選出されたのは84歳の奥野匡であった。日本におけるキャッチコピーも「84歳、かりそめの恋を 夢見た」となっている。
クランクインは2011年10月29日で、同年12月24日にクランクアップした。ロケでは東京都と神奈川県、静岡県で撮影されている。撮影にあたっては、キャストは毎日その日の分の台本しか渡されず、物語の結末も知らされないまま撮影を進めたという。